# Atenea Promacos

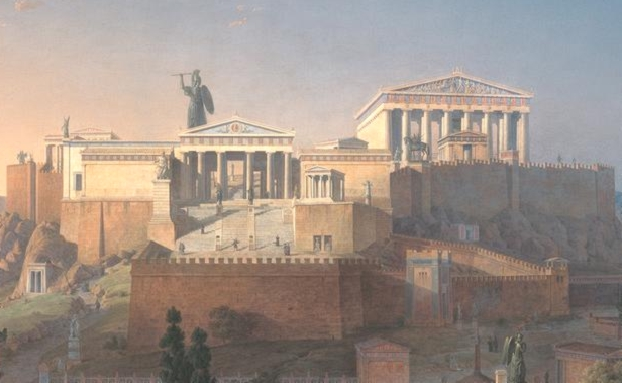
Detalle de una representación idealizada de la Acrópolis de Atenas, en la que se aprecia la enorme estatua de Atenea Promacos. Pintura realizada en 1846 por Leo von Klenze (Neue Pinakothek, Múnich).

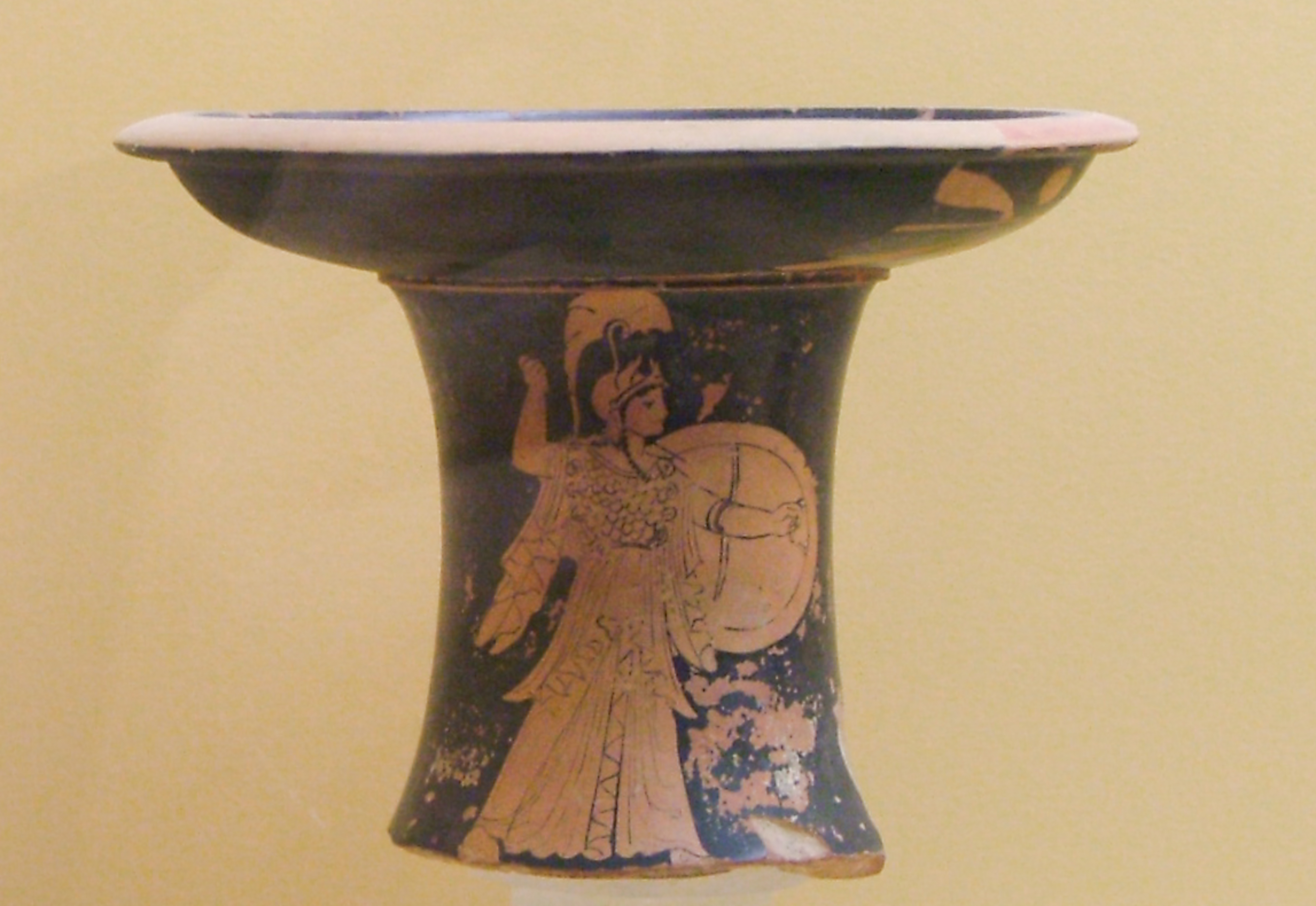
Representación de Atenea Promacos, fragmento de enócoe, c. 410 a. C. (Museo del Ágora de Atenas)

Atenea Promacos (en griego antiguo: Ἀθηνᾶ Πρόμαχος, romanizado: Athena Prómachos) fue una estatua de bronce realizada por Fidias en la Acrópolis de Atenas. Promacos significa que combate en primera línea de batalla. Se calcula que medía unos 15 metros de altura, tomando como base el pedestal donde estaba situada esta estatua y que todavía se conserva entre el Erecteión y el Partenón. Otros autores le atribuyen solo siete metros de altura. Se calcula que se necesitaron aproximadamente tres toneladas de bronce para su realización y unos 180 trabajadores.

## Historia
Esta estatua fue realizada para conmemorar la victoria de los atenienses sobre el ejército aqueménida, pues Pausanias, el geógrafo griego, dice sobre ella que fue realizada con el diezmo del botín de los medos de Maratón, y en cuyo escudo labró entre otras cosas, la lucha de centauros y lápitas, diseñada por el pintor Parrasio y realizada por el cincelador Mis. A continuación añade:

La punta (dorada) de su lanza y la cresta de su yelmo es lo primero que ven los marineros al acercarse desde Sunio.

Fidias la realizó probablemente después de la Atenea Lemnia y con anterioridad a la Atenea Pártenos, de marfil y oro.
Muy probablemente la estatua fue trasladada a Constantinopla y situada en el foro de Constantino.
Esta estatua es descrita por Nicetas Coniates, historiador bizantino del siglo XIII, del siguiente modo:

El ropaje le caía hasta los pies. Llevaba un cinturón que le ceñía el talle. Cubría sus pechos una coraza con la cabeza de la Gorgona. Su cuello, descubierto y largo, causaba placer sin límite al contemplarlo. Tenía marcadas sus venas y sus formas eran ágiles y bien articuladas. Sobre la cabeza llevaba una cimera de pelo de caballo que infundía pavor. Su cabello estaba atado por detrás en una mata, mientras que los bucles que se escurrían por debajo del casco eran fiesta para los ojos, porque el cabello no estaba enteramente metido dentro del yelmo, sino que éste permitía ver un poco de sus trenzas.

Fue destruida en el año 1203, durante la Cuarta Cruzada. En la actualidad no se conserva copia segura de ella, aunque sí algunas representaciones en monedas y vasos, de donde se deduce que con una mano sostenía el escudo y probablemente con la otra sujetaba la lanza como para proteger la ciudad de un ataque o quizá sostenía un búho.
A veces se relaciona con la Atenea Promacos la llamada Atenea Médici, una estatua albergada en la actualidad en el museo del Louvre, París.

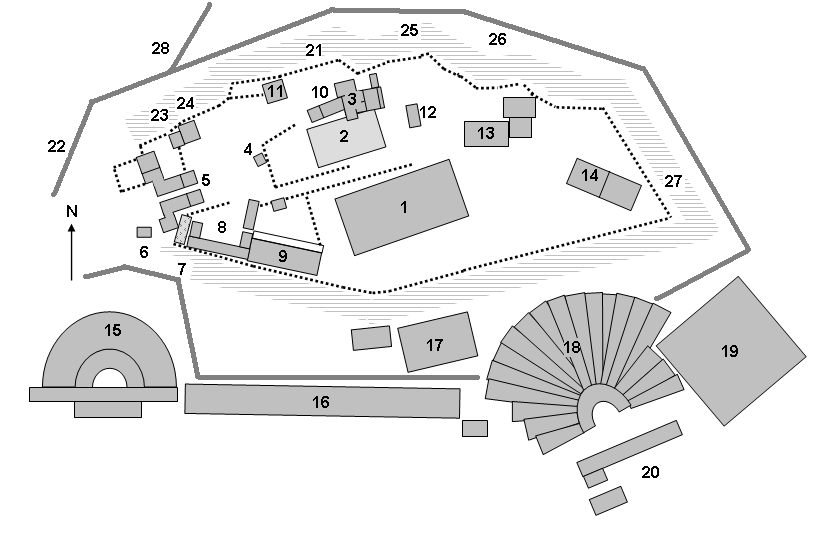
Plano de la Acrópolis de Atenas: El sitio donde se alzaba la estatua de Atenea Promacos corresponde al número 4.